# Coppa Ciuffenna
La Coppa Ciuffenna és una competició ciclista italiana d'un sol dia i que es disputa anualment als voltants de Loro Ciuffenna, a la Província d'Arezzo. Està reservada a ciclistes de categoria sub-23 i amateurs.

## Palmarès
| Any       | Vencedor              | Segon              | Tercer                |
| --------- | --------------------- | ------------------ | --------------------- |
| 1932      | Alfio Papeschi        |                    |                       |
| 1933      | Adalino Mealli        |                    |                       |
| 1934      | Serafino Simoni       |                    |                       |
| 1935      | Mario Rosi            |                    |                       |
| 1936-1937 | No disputada          |                    |                       |
| 1938      | Argante Lanzi         |                    |                       |
| 1939-1945 | No disputada          |                    |                       |
| 1946      | Alberto Roggi         |                    |                       |
| 1947      | Marcello Mealli       |                    |                       |
| 1948      | Silvano Tucci         |                    |                       |
| 1949      | Amerigo Sarri         |                    |                       |
| 1950      | Amerigo Sarri         |                    |                       |
| 1951      | Marcello Ciolli       |                    |                       |
| 1952      | Bruno Tognaccini      |                    |                       |
| 1953      | Bruno Tognaccini      |                    |                       |
| 1954      | Vasco Severi          |                    |                       |
| 1955      | Santino Mantelli      |                    |                       |
| 1956      | Learco Fabiani        |                    |                       |
| 1957      | Armando Casodi        |                    |                       |
| 1958      | Bruno Mealli          |                    |                       |
| 1959      | Giancarlo Calistri    |                    |                       |
| 1960      | Teodoro Cerbella      |                    |                       |
| 1961      | Giancarlo Massari     |                    |                       |
| 1962      | Nello Mariani         |                    |                       |
| 1963      | Carlo Storai          |                    |                       |
| 1964      | Luciano Armani        |                    |                       |
| 1965      | Osvaldo Gallori       |                    |                       |
| 1966      | Armando Bizzarri      |                    |                       |
| 1967      | Renzo Panicagli       |                    |                       |
| 1968      | Gianfranco Fontanelli |                    |                       |
| 1969      | Piero Spinelli        |                    |                       |
| 1970      | Edoardo Del Piazza    |                    |                       |
| 1971      | Marzio Mezzani        |                    |                       |
| 1972      | Ricardo Magrini       |                    |                       |
| 1973      | Giuliano Giorgini     |                    |                       |
| 1974      | Mario Arzilli         |                    |                       |
| 1975      | Alberto Angeli        |                    |                       |
| 1976      | Dante Morandi         |                    |                       |
| 1977      | Gabriele Faedi        |                    |                       |
| 1978      | Primo Del Maestro     |                    |                       |
| 1979      | Antonio Alfonsini     |                    |                       |
| 1980      | Stefano Alderighi     |                    |                       |
| 1981      | Moreno Mandriani      |                    |                       |
| 1982      | Sandro Pisaneschi     |                    |                       |
| 1983      | Stefano Colagè        |                    |                       |
| 1984      | Enrico Galleschi      |                    |                       |
| 1985      | Enrico Galleschi      |                    |                       |
| 1986      | Andrzej Serediuk      |                    |                       |
| 1987      | Maurizio Nuzzi        |                    |                       |
| 1988      | Roberto Pelliconi     |                    |                       |
| 1989      | Maurizio de Pasquale  |                    |                       |
| 1990      | Marino Marcozzi       |                    |                       |
| 1991      | Massimo Donati        |                    |                       |
| 1992      | Roberto Petito        |                    |                       |
| 1993      | Giuseppe Soldi        |                    |                       |
| 1994      | Emanuele Lupi         |                    |                       |
| 1995      | Cristian Moreni       |                    |                       |
| 1996      | Emanuele Lupi         |                    |                       |
| 1997      | Gino Paolini          |                    |                       |
| 1998      | Mario Foschetti       |                    |                       |
| 1999      | Roberto Savoldi       |                    |                       |
| 2000      | Kyrylo Pospyeyev      |                    |                       |
| 2001      | Domenico Passuello    | Manuele Mori       | Lorenzo Cardellini    |
| 2002      | Sergio Marinangeli    |                    |                       |
| 2003      | Vincenzo Nibali       |                    |                       |
| 2004      | Andriy Pryshchepa     | Branislau Samoilau | Giovanni Visconti     |
| 2005      | Alessandro Proni      |                    |                       |
| 2006      | Cristiano Benenati    | Marco Belli        | Fabio Terrenzio       |
| 2007      | Massimo Pirrera       | Davide Bonucelli   | Marco Stefani         |
| 2008      | Alfredo Balloni       | Paolo Ciavatta     | Francesco Lasca       |
| 2009      | Siarhei Papok         | Paolo Centra       | Jonathan Monsalve     |
| 2010      | Alberto Cecchin       | Salvatore Puccio   | Francesco Lasca       |
| 2011      | Nicola Boem           | Rafael Andriato    | Andrea Zordan         |
| 2012      | Siarhei Papok         | Nicola Boem        | Kristian Sbaragli     |
| 2013      | Luca Benedetti        | Davide Formolo     | Liam Bertazzo         |
| 2014      | Devid Tintori         | Matvey Nikitin     | Simone Sterbini       |
| 2015      | Alex Turrin           | Mattia Zennaro     | Andrea Montagnoli     |
| 2016      | Ettore Carlini        | Filippo Tagliani   | Michele Corradini     |
| 2017      | Federico Sartor       | Alessandro Covi    | Aleksandr Riabushenko |
| 2018      | Filippo Tagliani      | Filippo Rocchetti  | Tommaso Fiaschi       |
| 2019      | Francesco Di Felice   | Michele Corradini  | Filippo Fiorelli      |